# Pat Martino
Pat Martino, rodným jménem Pat Azzara, (25. srpna 1944 – 1. listopadu 2021) byl americký jazzový kytarista italského původu. Svou profesionální kariéru zahájil v New Yorku, kam se přestěhoval z rodné Filadelfie, ve věku patnácti let. Své první album vydal v roce 1967 a v následujících letech jej následovalo několik desítek dalších nahrávek. Během své kariéry spolupracoval s mnoha hudebníky, mezi které patří například Jimmy Heath, Jack McDuff nebo Sonny Stitt. V roce 1980 mu byl kvůli aneurysmatu operován mozek a on kvůli tomu ztratil veškerou svou paměť. Později se částečně i podle svých starších nahrávek opět naučil hrát a začal se znovu věnovat hudbě. V roce 2011 vyšla jeho autobiografie nazvaná Here and Now!